# Tout l'accuse
Tout l'accuse est une série documentaire de télévision française créée en mai 2017, et diffusée le vendredi soir. Chaque épisode retrace au moins deux grandes affaires criminelles françaises jugées.
Afin de se démarquer des autres émissions consacrés aux affaires judiciaires de plus en plus nombreuses sur les chaines de télévision, deux avocats pénalistes interviennent dans ce documentaire et interprètent les scènes clés (et réelles) du procès de l'accusé, impliqué dans cette affaire criminelle.

## Description
L'émission aborde l'enquête préliminaire de façon généralement brève et concise afin de présenter rapidement l'accusé au téléspectateur. Il n'y a pas de présentateur de l'émission, seule une voix off (Stéfan Godin), assure le fil du documentaire.
Le coupable est généralement jugé et condamné et le déroulement principal de l'émission se base sur la présentation de l’enchaînement des événements. La diffusion du documentaire est entrecoupée par l'intervention successive de deux avocats (Maître Marie Grimaud et Maître Rodolphe Costantino) qui reprennent, mot par mot, devant la caméra, les passages les plus importants des plaidoiries de la défense et de l’accusation.
Une seule émission présente, en tout, deux affaires criminelles selon une durée variable en fonction de la complexité de l'affaire.
Chaque émission est rediffusée le vendredi suivant après le nouveau numéro.

## Programmation

### Saison 2017
| Saison 2017 Émissions | Date        | Titres de l'épisode   |
| --------------------- | ----------- | --------------------- |
| 1                     | 26 mai 2017 | Affaire Agnès Le Roux |
| 1                     | 26 mai 2017 | Affaire Lacote        |
| 2                     | 2 juin 2017 | Affaire Lejeune       |
| 2                     | 2 juin 2017 | Affaire D'Amato       |